# جون أدينغتون سيموندز
كان جون أدينغتون سيموندز الابن (5 أكتوبر 1840- 19 أبريل 1893) شاعرًا إنجليزيًا وناقدًا أدبيًا. باعتباره مؤرخًا ثقافيًا، اشتُهر بعمله عن عصر النهضة، بالإضافة إلى عدد كبير من سير الكُتاب والفنانين. على الرغم من كونه متزوجًا وأبًا لأطفال، كان سيموندز داعمًا للعشق الذكوري (المثلية الجنسية)، والذي كان يعتقد أنه من الممكن أن يتضمن علاقات حب الغلمان والعلاقات القائمة على المساواة، مشيرًا إليه على أنه لامور دو لامبوسيبل (عشق المستحيل). كتب أيضًا الكثير من الشعر المستلهم من علاقاته الغرامية مثلية الجنس.

## سيرته

### نشأته
وُلد سيموندز في بريستول، إنجلترا، في 1840. كان أبوه، الطبيب جون أدينغتون سيموندز الأب (1807- 1871)، مؤلف المسؤولية الجنائية (1869)، ومبادئ الجمال (1857)، والنوم والأحلام. لم يشترك سيموندز الأصغر سنًا، لاعتباره حساسًا، في الألعاب في مدرسة هرو بعد عمر الرابعة عشرة، ولم يبدُ واعدًا بصورة مميزة بصفته باحثًا. انتقل سيموندز إلى منزل كليفتون هيل في العاشرة، وهو حدث يرى أنه كان ذو أثر نافع وضخم على صحته ونموه والروحي. استمرّ ظرف سيموندز الحساس، وعانى في طفولته كوابيس جعلته الجثث الحاضرة فيها في سريره وتحته يمشي في نومه، وفي إحدى الحوادث من هذا النوع، كاد يغرق وقتما بلغ وهو يمشي في نومه خزان مياه الأمطار في علية منزل كليفتون هيل. وفقًا لسيموندز، فقد أيقظه ملاك «ذو عينين زرقاوين وشعر أشقر متموّج» وجلبه إلى بر الأمان، وتكرر هذا الشخص في أحلام سيموندز ويحتمل أنه كان صحوته المثلية الأولى.
في يناير 1858، تلقى سيموندز رسالة من صديقه ألفريد بريتور (1840- 1908)، تخبره بخصوص علاقة بريتور الغرامية بمديرهما تشارلز جون فوهان. صُدم سيموندز واشمأز، وتعقدت مشاعره إزاء إدراكه المتنامي لمثليته الجنسية. لم يذكر الحادثة لأكثر من عام حتى 1859، وقتما كان طالبًا في جامعة أكسفورد، إذ أخبر جون كونينغتون، مدرّس اللاتينية، بالقصة. كان كونينغتون مؤيدًا للعلاقات الغرامية بين الرجال والصبية. في وقت سابق، كان قد منح سيموندز نسخة من آيونيكا، وهي مجموعة من شعر الشبق المثلي بقلم ويليام جونسون كوري، عميد كلية إيتون المؤثر والمدافع عن البيداغوجيا الغلمانية. شجع كونينغتون سيموندز على إخبار أبيه بعلاقة صديقه، وأجبر سيموندز الأب فوهان على الاستقالة من هرو. غضب بريتور من فعل الشاب ولم يتكلم إلى سيموندز ثانية أبدًا.
في خريف 1858، ذهب سيموندز إلى كلية باليول بجامعة أكسفورد، بصفته فردًا من العامة لكنه انتُخب لمعرض في العام التالي. في ربيع العام نفسه، وقع في حب ويليام فير داير (1843- 1905)، وهو قارئ قداس من بريستول أصغر منه بثلاث سنوات. انخرطا في علاقة حب عفيفة استمرت عامًا، إلى أن أنهاها سيموندز. استمرت الصداقة لعدة سنوات بعد ذلك، حتى عام 1864 على الأقل. صار داير عازف أرغن وقائد كورس في كنيسة سانت نيكولاس، بريستول.
في جامعة أكسفورد، انشغل سيموندز بدراساته وبدأ بإظهار قدرته الأكاديمية. في 1860، احتل المرتبة الأولى في درجات الشرف وتلقى جائزة نيوديغيت عن قصيدة عن «الإسكوريال»، وفي عام 1862، حصل على المرتبة الأولى في ليتيراي هومانيوريس، وفي عام 1863، فاز بمقال المستشار باللغة الإنجليزية.
في عام 1862، انتُخب سيموندز لزمالة مفتوحة في كلية المجدلية المحافظة. صادق سي. جي. إتش. شورتينغ، الذي اتخذه مُريدًا شخصيًا. عندما رفض سيموندز مساعدة شورتينغ في تحصيل القبول في المجدلية، كتب الشاب الأصغر إلى مسؤولي المدرسة زاعمًا «أنني [سيموندز] قد دعمته في سعيه وراء المنشد والتر توماس غوولدن (1848- 1901)، وأنني شاركته عاداته وانحرفت إلى الطريق نفسه». على الرغم من أن سيموندز بُرئ رسميًا من أي معصية، عانى انهيارًا جراء الضغط وترك الجامعة بُعيد ذلك قاصدًا سويسرا.

### حياته الشخصية
التقى هناك بجانيت كاثرين نورث (أخت عالمة النباتات الفنانة ماريان نورث 1830- 1890). تزوجا في هيستينغز في العاشر من نوفمبر 1864. استقرا في لندن وأنجبا أربعة أطفال: جانيت (وُلدت في 1865)، وتشارلوت (في 1867)، ومارغريت (مادج، في 1869) وكاثرين (في 1875، وكُرمت لاحقًا عن كتابتها باسم السيدة كاثرين فيرس). كتب إدوارد لير «البومة والقطة» من أجل كاثرين البالغة من عمرها ثلاث سنوات.
عندما كان سيموندز في كليفتون في 1868، التقى نورمان مور (10 يناير 1851- 6 مارس 1895) ووقع في غرامه، وكان نورمان يافعًا مقبلًا على الانتساب إلى أكسفورد، وصار مريده. عاش سيموندز ومور علاقة غرامية دامت أربع سنوات لكنهما لم يمارسا الجنس، رغم أن تدوينة 28 يناير 1870 من مذكرات سيموندز تقول: «عرّيته من ملابسه وأشبعتُ بصري ولمسي وفمي من هذه الأشياء». شغلت العلاقة جزءًا كبيرًا من وقته، بما في ذلك مناسبة ترك فيها عائلته وسافر إلى إيطاليا وسويسرا مع مور. ألهمت العلاقة غير المكتملة أيضًا أكثر فتراته إنتاجية في تأليف الشعر، ونشرها في 1880 تحت اسم جديد وقديم: مجلد من الشعر.

### حياته المهنية
انتوى سيموندز دراسة القانون، لكن صحته انهارت ثانية وأجبرته على السفر. عندما رجع إلى كليفتون، حاضر هناك في كل من الكليات ومدرسات السيدات. من محاضراته هناك، أعدت مقالات مؤلفَيه مقدمة إلى دراسة دانتي (1872) ودراسات الشعراء الإغريق (1873- 1876).
في غضون ذلك، كان منشغلًا بمؤلفه الأكبر، عصر النهضة في إيطاليا، الذي ظهر في سبعة مجلدات على فترات متقطعة بين 1875 و1886. منذ مقالته الحائزة على جائزة عن عصر النهضة في أكسفورد، أراد سيموندز الإمعان في دراسته والتأكيد على الصحوة الثانية للفن والأدب في أوروبا. قاطع السقم الشديد عمله. في 1877، كانت زوجته في خطر. قاده تعافيه في دافوس بلاتز إلى الاعتقاد بأن هذا هو المكان الوحيد الذي يُرجح أن يستمتع بالحياة فيه.
جعل دافوس موطنه عمليًا، وكتب عنه في حياتنا في المرتفعات السويسرية (1891). صار سيموندز مواطنًا للقرية، وشارك في أمورها المحلية، وصادق الفلاحين، وشاركهم اهتماماتهم. كتب هناك معظم كتبه: سيَر بيرسي بيش شيلي (1878)، وفيليب سيدني (1886)، وبين جونسون (1886) وميكيلانجلو (1893)، وعدة مجلدات عن الشعر والمقالات، وترجمة للسيرة الذاتية لبنفينوتو تشيليني (1887).
هناك، أكمل أيضًا دراسته لعصر النهضة، وهو العمل الذي يُذكر لأجله بصورة رئيسة. كان نشطًا نشاطًا محمومًا طوال حياته. بالنظر إلى صحته السيئة، كان إنتاجه استثنائيًا. عملين، ومجلدًا من المقالات، في دليل الأزرق، ودراسة أحادية حول والت وايتمان، نُشرت في عام وفاته. لم ينقطع نشاطه حتى النهاية.
كان شغوفًا بإيطاليا، وأقام في خريف سنوات طويلة في منزل صدقه هوراشيو إف. براون، على الزاتيري، في فينيسيا. في 1891، بذل جهدًا ليزور كارل هاينرتش أولريتش في لاكويلا. توفي في روما ودُفن قرب قبر بيرسي بيش شيلي.